# Dorrit Moussaieff
Dorrit Moussaieff (hebraisk: דורית מוסאיוף, født 12. januar 1950 i Jerusalem, Israel) er den islandske præsident Ólafur Ragnar Grímssons anden og nuværende kone samt juveldesigner og forretningskvinde.
Som ung flyttede Dorrit Moussaieff til London. Eftersom hun led af dysleksi, gik hun ikke på ordinære skoler, men blev undervist hjemme.
Moussaieff har været svært aktiv i kulturlivet i Storbritannien og USA og har været en bidragsydende redaktør i det engelske tidsskrift Tatler. Som ejendomshandler skal hun have tjent £ 45 millioner ved at sælge ejendomme i Londons Canary Wharf.
Da hun i maj 2006 besøgte Israel, blev hun holdt tilbage i Ben Gurion International Airport i Tel Aviv hvor de nægtede at anerkende hendes britiske pas. Dette udløste en mindre international episode, eftersom hun trods alt var Islands førstedame. Den israelske ambassade beklagede senere episoden, men gentog at israelske statsborgere må have israelske pas for at ankomme til landet.
Moussaieff blev islandsk statsborger den 31. juli 2006.
Som Islands førstedame har Dorrit Moussaieff arbejdet aktivt med at præsentere Islands kultur udenfor landets grænser.
1. ↑  Navnet er anført på bokmål og stammer fra Wikidata hvor navnet endnu ikke findes på dansk.